# Zempléni Árpád
Zempléni Árpád (született Imrey Árpád, Tállya, 1865. június 11. – Budapest, 1919. október 13.) költő, műfordító.

„A magas rétegeket s a mélyeket ma csak az általános emberi tartja s köti össze: a költő, ki a mélységből emeli föl hangját, csak akkor fog sikert elérni odafenn, ha az általános emberi nagyság ormaira képes felállni.
Zempléni Árpád ott állott és ott él. Táltos szépségében és megrendítő magában: és ott marad a magyar irodalom legfőbb becsei közt.”

–  Móricz Zsigmond

## Pályafutása
1865-ben született a Zemplén megyei Tállyán, kisnemesi családban. Sárospataki kollégiumban és Debrecenben járt középiskolába, majd a Budapesti Egyetemen filozófiát hallgatott. Már tanulmányai alatt publikált esszéket és tanulmány jellegű politikai cikkeket. Vargha Gyula és Ábrányi Emil mellett a századvég egyik legjelentősebb műfordítója. Többek között Vigny, Leconte de Lisle, Maupassant, Verlaine, Carducci, Stecchetti, Fogazzaro műveit ültette át magyarra.
1896-tól élete végéig a Magyar Földhitelintézet levéltárosa. A civil állás megteremtette anyagi függetlenségét, és elegendő időt hagyott az íráshoz, olvasáshoz.
Kezdetben hagyományos verseket írt (Költeményei, 1981; Új versek, 1897; Válogatott költemények, 1898). 1899-ben megjelent elbeszéléskötete (Kis emberek) aprólékos lélektani írásokat tartalmaz, rokonságot mutat a naturalistákkal.
Sokat foglalkozott Vajda János életművével, ebben a Nyugat előfutárának is tekinthető. 1901-ben megjelent Didó című verses, lírai regényének egyes részei Adyt vetítik előre.
1902-ben Wesselényi emlékezete című ódájával pályadíjat nyert. Ettől az évtől a Petőfi Társaság másodtitkára (1906-1907), 1911-től a Kisfaludy Társaság tagja.
Érdeklődése fokozatosan az ősi mítoszok, mondák felé fordult. 1908-ban a Bosszú című osztják hősi énekben találta meg igazi hangját. Ettől fogva több elbeszélő költeménye jelent meg, főleg a nyelvrokon népek regevilágának ihletésére. Ezek gyűjteményes kiadása 1910-ben látott napvilágot Turáni dalok címmel, amely hatalmas könyvsiker lett: több utánnyomást megért, valamint lefordították németre (Turanische Lieder: sagenhafte und geschichtliche Heldengesänge, 1914) és angolra is (Turanian Songs: Legendary and Historical Hero-Songs, 1916). Szintén 1910-ben jelent meg Istar és Gilgamesz című elbeszélő költeménye, mely az akkoriban felfedezett mezopotámiai mítoszkincs feldolgozása.
Ekkoriban már kialakult politikai világnézete (mely korábban a polgári radikalizmushoz és a szocializmushoz is közel állt). A német fajelmélet elleni védelemül a megoldást a Turanizmusban látta.
Már az első világháború alatt betegeskedett, a forradalmi eseményeken kívül maradt. 1919-ben halt meg, 54 éves korában.
1939-ben, halálának 20. évfordulójára egy posztumusz verseskötete, majd egy évvel később egy emlékkötete jelent meg, de lényegében kiesett az irodalmi kánonból.
Műveit francia, angol, német és japán nyelvre fordították le.

## Főbb művei
- 1891 – Zempléni Árpád költeményei
- 1897 – Új versek
- 1898 – Zempléni Árpád válogatott költeményei
- 1899 – Kis emberek (elbeszélések)
- 1901 – Didó (verses lírai regény)
- 1902 – Wesselényi Miklós báró emlékezete (óda)
- 1908 – Bosszú (elbeszélő költemény)
- 1909 – A kalapács (elbeszélő költemény)
- 1909 – Vimmer Géza emlékezete
- 1910 – Turáni dalok (mondai és történelmi hős-énekek)
- 1910 – Istár és Gilgamesz (babiloni rege)
- 1912 – A halál-vőlegény (elbeszélő költemény)
- 1913 – Mogyoróbél herceg (vogul hősének)
- 1914 – A hermelin (elbeszélő költemény)
- 1919 – Vasfő és Ime (vogul rege)
- 1930 – A Rimanóczy gyémántok (táltos ének)
- 1939 – Zempléni Árpád hátrahagyott verseiből. Halálának huszadik évfordulójára; sajtó alá rend. Gulyás József; Wagnerné Révész Elza, Sárospatak, 1939

## Díjai
- 1908 – A bosszú című elbeszélő költeményéért a Kisfaludy Társaság által adományozott Bulyovszky-díj
- 1909 – A kalapács című elbeszélő költeményéért MTA által adományozott Nádasdy-díj
- 1914 – A hermelin című elbeszélő költeményéért ismét Nádasdy-díj